# Erythrothrips fasciculatus
Erythrothrips fasciculatus är en insektsart som beskrevs av Dudley Moulton 1929. Erythrothrips fasciculatus ingår i släktet Erythrothrips och familjen rovtripsar. Inga underarter finns listade i Catalogue of Life.